# Luật tục các dân tộc Việt Nam
Luật tục của dân tộc thiểu số Việt Nam
| - Bảo vệ rừng (Êđê) - Bảo vệ voi (M'Nông) - Cướp vợ (H'Mông) - Luật tục người Ê Đê |  | - Nối dây - Tằng cẩu (Thái) - Bảo vệ nguồn lợi thủy sản dưới sông, suối - Thu hái măng, cây họ tre, nứa |  |  |